# 断纹宝莲灯鱼
断纹寶蓮燈魚，為宝莲灯鱼属的一個種。分布於南美洲巴西、阿根廷、智利及烏拉圭淡水流域，體長可達5.8公分，棲息在底中層水域，可作為觀賞魚，也是一种常见的饵鱼。

## 扩展阅读
維基物種上的相關：寶蓮燈魚